# Alan Ball (giocatore di football americano)
Alan Sheffield Ball (Detroit, 29 marzo 1985) è un giocatore di football americano statunitense che gioca nel ruolo di safety per i Jacksonville Jaguars della National Football League (NFL). Fu scelto nel corso del settimo giro (237º assoluto) del Draft NFL 2007 dai Dallas Cowboys. Al college ha giocato a football all’Università dell'Illinois.

## Carriera professionistica

### Dallas Cowboys
Ball fu scelto nel corso del settimo giro del Draft 2007 dai Dallas Cowboys. Con essi rimase per cinque stagioni, la migliore delle quali fu quella del 2010 in cui disputò tutte le 16 gare stagionali come titolare mettendo a segno 46 tackle e 2 intercetti.

### Houston Texans
Il 2 giugno 2012, Ball passò agli Houston Texans. Con essi disputò 11 partite (una come titolare) con 21 tackle e 3 passaggi deviati.

### Jacksonville Jaguars
Il 15 marzo 2013, Ball firmò con i Jacksonville Jaguars. Nella prima stagione in Florida stabilì un nuovo primato personale con 47 tackle, oltre a 2 intercetti che ritornò per 8 yard.

## Vittorie e premi
Nessuno

## Statistiche
| Partite totali      | 86  |
| Partite da titolare | 37  |
| Tackle              | 194 |
| Sack                | 0,5 |
| Intercetti          | 5   |
| Fumble forzati      | 2   |

Statistiche aggiornate alla stagione 2013